# ميخائيل بينيدا
ميخائيل بينيدا هو لاعب كرة قاعدة دومينيكاني، ولد في 18 يناير 1989 في Yaguate ‏ في جمهورية الدومينيكان.

## وصلات خارجية
- ميخائيل بينيدا على موقع دوري كرة القاعدة الرئيسي (الإنجليزية)
- ميخائيل بينيدا على موقعبيزبول رفرنس.كوم (الدوري الرئيسي) (الإنجليزية)
- ميخائيل بينيدا على موقعبيزبول رفرنس.كوم (الدوري الثانوي) (الإنجليزية)
- ميخائيل بينيدا على موقع إي إس بي إن.كوم (أم.أل.بي) (الإنجليزية)
- ميخائيل بينيدا على موقع مشجعي الرسوم البيانية (الإنجليزية)